# Olympische Sommerspiele 1992/Leichtathletik – 10.000 m (Männer)

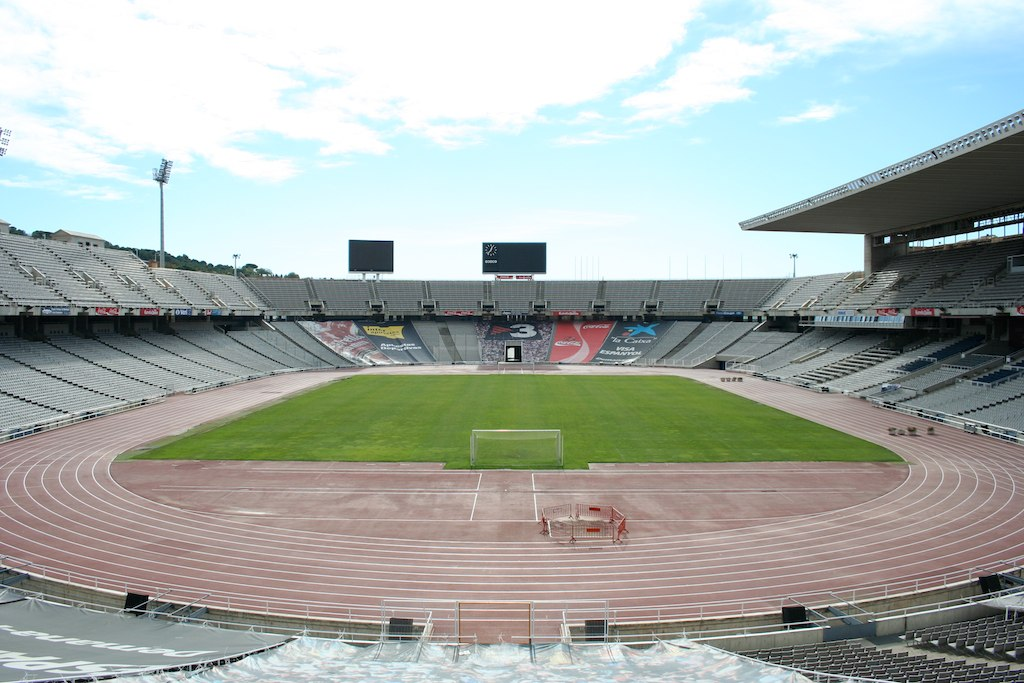
Das Olympiastadion von Barcelona im Jahr 2008

Der 10.000-Meter-Lauf der Männer bei den Olympischen Spielen 1992 in Barcelona wurde am 31. Juli und 3. August 1992 in zwei Runden im Olympiastadion Barcelona ausgetragen. 56 Athleten nahmen teil. 
Olympiasieger wurde der Marokkaner Khalid Skah. Er gewann vor dem Kenianer Richard Chelimo und dem Äthiopier Addis Abebe.
Für Deutschland gingen Carsten Eich und Stéphane Franke an den Start. Beide schieden in der Vorrunde aus.

Athleten aus der Schweiz, Österreich und Liechtenstein nahmen nicht teil.

## Aktuelle Titelträger
| Olympiasieger 1988                      | Brahim Boutayeb ( Marokko)       | 27:21,46 min | Seoul 1988            |
| Weltmeister 1991                        | Moses Tanui ( Kenia)             | 27:38,74 min | Tokio 1991            |
| Europameister 1990                      | Salvatore Antibo ( Italien)      | 27:41,27 min | Split 1990            |
| Panamerikanischer Meister 1991          | Martín Pitayo ( Mexiko)          | 29:45,49 min | Havanna 1991          |
| Zentralamerika und Karibik-Meister 1991 | Dionicio Cerón ( Mexiko)         | 29:28,81 min | Xalapa 1991           |
| Südamerika-Meister 1991                 | Valdenor dos Santos ( Brasilien) | 29:25,20 min | Manaus 1991           |
| Asienmeister 1991                       | Hwang Young-jo ( Südkorea)       | 29:50,37 min | Kuala Lumpur 1991     |
| Afrikameister 1992                      | Josephat Machuka ( Kenia)        | 27:59,70 min | Belle Vue Maurel 1992 |
| Ozeanienmeister 1990                    | Adrian Wellington ( Australien)  | 32:08,46 min | Suva 1990             |

## Bestehende Rekorde
| Weltrekord         | 27:08,23 min | Arturo Barrios ( Mexiko)   | Berlin, BR Deutschland (heute Deutschland) | 18. August 198     |
| Olympischer Rekord | 27:21,46 min | Brahim Boutayeb ( Marokko) | Finale OS Seoul, Südkorea                  | 26. September 1988 |

Der bestehende olympische Rekord wurde bei diesen Spielen nicht erreicht. Im schnellsten Rennen, dem Finale, verfehlte der marokkanische Olympiasieger Khalid Skah mit seinen 27:46,70 min den Rekord um 25,24 Sekunden. Zum Weltrekord fehlten ihm 38,37 Sekunden.

## Vorrunde
Datum: 31. Juli 1992
Die Läufer traten zu zwei Vorläufen an. Für das Finale qualifizierten sich pro Lauf die ersten sieben Athleten. Weiterhin kamen die sechs Zeitschnellsten, die sogenannten Lucky Loser, weiter. Die direkt qualifizierten Athleten sind hellblau, die Lucky Loser hellgrün unterlegt.

### Vorlauf 1

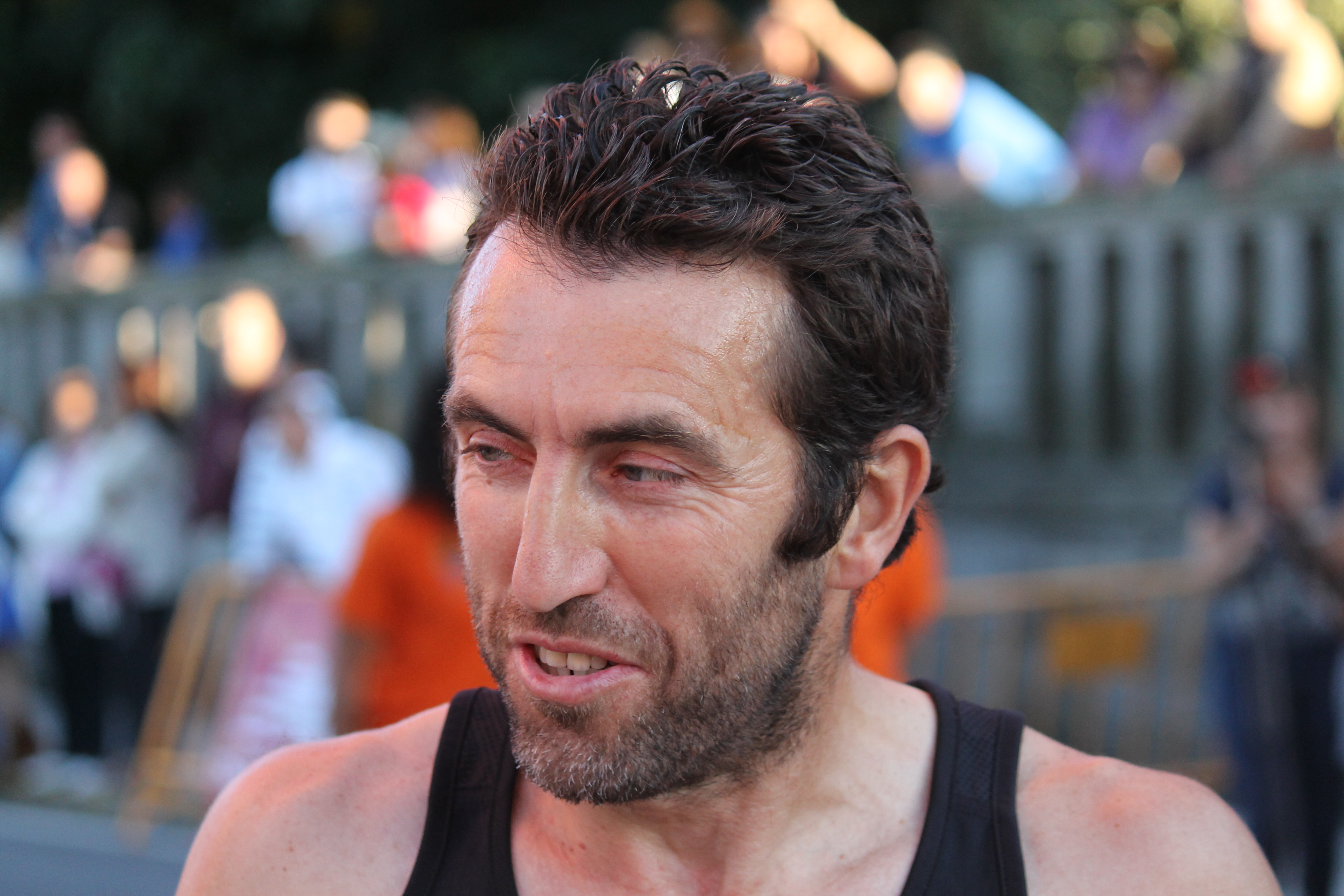
Alejandro Gómez Cabral erreichte
im ersten Vorlauf nicht das Ziel

20:50 Uhr
| Platz | Name                     | Nation         | Zeit         |
| ----- | ------------------------ | -------------- | ------------ |
| 1     | William Koech            | Kenia          | 28:06,86 min |
| 2     | Germán Silva             | Mexiko         | 28:13,72 min |
| 3     | Paul Evans               | Großbritannien | 28:15,70 min |
| 4     | Addis Abebe              | Äthiopien      | 28:15,76 min |
| 5     | Richard Chelimo          | Kenia          | 28:16,39 min |
| 6     | Khalid Skah              | Marokko        | 28:18,48 min |
| 7     | Salvatore Antibo         | Italien        | 28:18,48 min |
| 8     | John Halvorsen           | Norwegen       | 28:21,57 min |
| 9     | Zoltán Káldy             | Ungarn         | 28:21,96 min |
| 10    | Armando Quintanilla      | Mexiko         | 28:23,76 min |
| 11    | Haruo Urata              | Japan          | 28:24,08 min |
| 12    | Oleg Strischakow         | EUN            | 28:35,97 min |
| 13    | Steven Plasenica         | USA            | 28:45,59 min |
| 14    | Stéphane Franke          | Deutschland    | 28:52,83 min |
| 15    | Carlos de la Torre       | Spanien        | 28:55,47 min |
| 16    | Sean Dollman             | Irland         | 28:55,77 min |
| 17    | Paul Williams            | Kanada         | 29:01,67 min |
| 18    | Tendai Chimusasa         | Simbabwe       | 29:17,26 min |
| 19    | Juan José Castillo       | Peru           | 30:04,60 min |
| 20    | Miguel Ángel Vargas      | Costa Rica     | 30:13,06 min |
| 21    | Patrick Rama             | Lesotho        | 30:21,69 min |
| 22    | Awad al-Hasini           | Jordanien      | 30:43,19 min |
| DNF   | Abdullah al-Dosari       | Bahrain        |              |
| DNF   | Alejandro Gómez Cabral   | Spanien        |              |
| DNF   | Domingos Castro          | Portugal       |              |
| DNF   | Thierry Pantel           | Frankreich     |              |
| DNF   | Sid’Ahmed Ould Mohamedou | Mauretanien    |              |
| DNF   | Risto Ulmala             | Finnland       |              |

### Vorlauf 2
21:40 Uhr
Khalid al-Estashi war der erste Leichtathlet, der für Jemen an Olympischen Spielen teilnahm.
| Platz | Name                   | Nation                       | Zeit         |
| ----- | ---------------------- | ---------------------------- | ------------ |
| 1     | Fita Bayisa            | Äthiopien                    | 28:23,55 min |
| 2     | Moses Tanui            | Kenia                        | 28:24,07 min |
| 3     | Richard Nerurkar       | Großbritannien               | 28:24,35 min |
| 4     | Hammou Boutayeb        | Marokko                      | 28:25,73 min |
| 5     | Todd Williams          | USA                          | 28:26,32 min |
| 6     | Arturo Barrios         | Mexiko                       | 28:28,26 min |
| 7     | Xolile Yawa            | Südafrika                    | 28:28,78 min |
| 8     | Antonio Fabián Silio   | Argentinien                  | 28:31,02 min |
| 9     | António Martis-Bordelo | Frankreich                   | 28:35,13 min |
| 10    | Francesco Bennici      | Italien                      | 28:45,62 min |
| 11    | José Carlos Adán       | Spanien                      | 28:50,38 min |
| 12    | Mathias Ntawulikura    | Ruanda                       | 28:51,79 min |
| 13    | Aaron Ramirez          | USA                          | 29:00,12 min |
| 14    | Sakae Osaki            | Japan                        | 29:20,01 min |
| 15    | Fernando Couto         | Portugal                     | 29:20,06 min |
| 16    | Carsten Eich           | Deutschland                  | 29:22,19 min |
| 17    | Noel Berkeley          | Irland                       | 29:23,58 min |
| 18    | Vincent Rousseau       | Belgien                      | 29:25,68 min |
| 19    | Eamonn Martin          | Großbritannien               | 29:35,65 min |
| 20    | Isaac Simelane         | Swasiland                    | 29:48,49 min |
| 21    | John Mwathiwa          | Malawi                       | 29:54,26 min |
| 22    | Herder Vázquez         | Kolumbien                    | 30:07,55 min |
| 23    | Roberto Punina         | Ecuador                      | 30:19,76 min |
| 24    | Policarpio Calizaya    | Bolivien                     | 30:27,01 min |
| 25    | Omar Daher Gadid       | Dschibuti                    | 30:32,89 min |
| 26    | Khalid al-Estashi      | Jemen                        | 30:49,58 min |
| 27    | Marlon Williams        | Amerikanische Jungferninseln | 31:22,13 min |
| 28    | Binesh Prasad          | Fidschi                      | 31:46,19 min |

## Finale

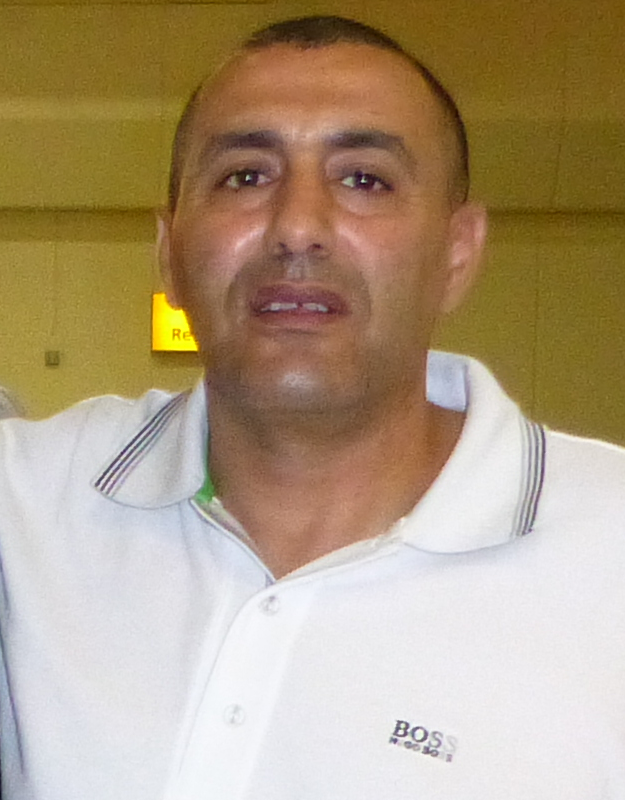
Khalid Skah (Foto: 2012) – zunächst disqualifiziert wegen unerlaubter Unterstützung durch einen Teamkollegen, dann doch zum Sieger erklärt

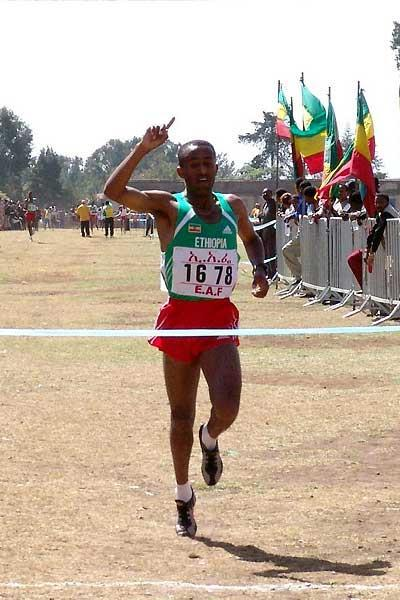
Bronzemedaillengewinner Addis Abebe

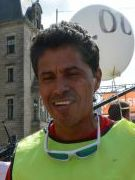
Germán Silva (hier im Jahr 2015) erreichte den sechsten Platz

Datum: 3. August 1992, 22:15 Uhr
| Zwischenzeiten      | Zwischenzeiten | Zwischenzeiten                                      | Zwischenzeiten |
| Zwischenzeit- Marke | Zwischenzeit   | Führende(r)                                         | 1000-m-Zeit    |
| ------------------- | -------------- | --------------------------------------------------- | -------------- |
| 1000 m              | 2:50,88 min    | Salvatore Antibo mit dem kompletten Feld            | 2:50,88 min    |
| 2000 m              | 5:40,75 min    | Germán Silva mit dem kompletten Feld                | 2:49,87 min    |
| 3000 m              | 8:26,94 min    | William Koech mit dem kompletten Feld               | 2:46,19 min    |
| 4000 m              | 11:09,58 min   | Richard Chelimo in einer achtköpfigen Spitzengruppe | 2:42,64 min    |
| 5000 m              | 13:53,66 min   | Richard Chelimo in einer achtköpfigen Spitzengruppe | 2:44,08 min    |
| 6000 m              | 16:40,86 min   | Richard Chelimo in einer achtköpfigen Spitzengruppe | 2:47,20 min    |
| 7000 m              | 19:23,91 min   | Richard Chelimo vor Khalid Skah                     | 2:43,05 min    |
| 8000 m              | 22:11,30 min   | Khalid Skah vor Richard Chelimo                     | 2:47,39 min    |
| 9000 m              | 25:03,21 min   | Richard Chelimo vor Khalid Skah                     | 2:49,91 min    |
| 10.000 m            | 27:46,70 min   | Khalid Skah                                         | 2:43,49 min    |

### Endresultat
| Platz | Name                   | Nation         | Zeit         |
| ----- | ---------------------- | -------------- | ------------ |
| 1     | Khalid Skah            | Marokko        | 27:46,70 min |
| 2     | Richard Chelimo        | Kenia          | 27:47,72 min |
| 3     | Addis Abebe            | Äthiopien      | 28:00,07 min |
| 4     | Salvatore Antibo       | Italien        | 28:11,39 min |
| 5     | Arturo Barrios         | Mexiko         | 28:17,79 min |
| 6     | Germán Silva           | Mexiko         | 28:20,19 min |
| 7     | William Koech          | Kenia          | 28:25,18 min |
| 8     | Moses Tanui            | Kenia          | 28:27,11 min |
| 9     | Fita Bayisa            | Äthiopien      | 28:27,68 min |
| 10    | Todd Williams          | USA            | 28:29,38 min |
| 11    | Paul Evans             | Großbritannien | 28:29,83 min |
| 12    | Zoltán Káldy           | Ungarn         | 28:34,21 min |
| 13    | Xolile Yawa            | Südafrika      | 28:37,18 min |
| 14    | Haruo Urata            | Japan          | 28:37,61 min |
| 15    | António Martis-Bordelo | Frankreich     | 28:47,66 min |
| 16    | Armando Quintanilla    | Mexiko         | 28:48,05 min |
| 17    | Richard Nerurkar       | Großbritannien | 28:48,48 min |
| 18    | Antonio Fabián Silio   | Argentinien    | 28:55,20 min |
| 19    | John Halvorsen         | Norwegen       | 29:53,91 min |
| DSQ   | Hammou Boutayeb        | Marokko        |              |

Zwanzig Athleten bestritten das Finale: drei Kenianer, drei Mexikaner, zwei Äthiopier, zwei Marokkaner, zwei Briten sowie jeweils ein Läufer aus Argentinien, Frankreich, Italien, Japan, Norwegen, Südafrika, Ungarn und den USA.
Zum Favoritenkreis zählten neben dem kenianischen Weltmeister Moses Tanui und dessen Landsmann Richard Chelimo, Vizeweltmeister, der mexikanische Weltrekordhalter Arturo Barrios und der marokkanische WM-Dritte Khalid Skah. Der italienische Europameister Salvatore Antibo, der 1988 die Silbermedaille gewonnen hatte, ging hier eher mit Außenseiterchancen an den Start, er hatte nicht mehr ganz die Topform vergangener Jahre.
Nach nicht ganz flottem Start mit wechselnden Führenden übernahm Chelimo nach dem dritten Kilometer die Spitze und forcierte das Tempo. So konnten ab der achten Runde nur noch sieben Läufer folgen. In Runde sechzehn lag Chelimo zusammen mit dem Marokkaner Khalid Skah in Führung, die beiden setzten sich deutlich von ihren Verfolgern ab. Von Runde neunzehn an begannen die Überrundungen langsamer Läufer. Nach knapp neun Kilometern war auch Skahs Landsmann Hammou Boutayeb unter den überrundeten Läufern. Boutayeb hängte sich an die beiden Führenden an. In den folgenden anderthalb Runden versuchte Boutayeb seinem Teamkameraden Skah zu helfen, indem er sich mehrmals an die Spitze setzte, und anschließend das Tempo verlangsamte, um Chelimos Laufrhythmus zu stören. Kurz vor der letzten Runde wurde Boutayeb von dem schwedischen Offiziellen Carl-Gustaf Tollemar verwarnt. Seine Versuche, Boutayeb zu stoppen und aus dem Rennen zu nehmen, waren jedoch wirkungslos. In der letzten Runde stieg Boutayeb dann doch aus, während Skah das Tempo anzog. Richard Chelimo konnte nicht mehr folgen und gewann die Silbermedaille. Der Äthiopier Addis Abebe gewann die Bronzemedaille. Salvatore Antibo kam als Vierter ins Ziel, Arturo Barrios als Fünfter, William Tanui als Achter, während Khalid Skah vorne die Goldmedaille gewonnen hatte.
Auf der Ehrenrunde wurde Skah von den Zuschauern ausgebuht. Noch auf dieser Ehrenrunde wurde er vom Leichtathletikweltverband IAAF disqualifiziert. Das marokkanische NOK legte daraufhin Protest ein, dem stattgegeben wurde. Disqualifiziert wurde nun Hammou Boutayeb. Bei der Siegerehrung, die zwei Tage später stattfand, wurde Skah wieder ausgebuht, während Chelimo mit Standing Ovations bedacht wurde.

## Videolinks
- 1992 Barcelona mens 10,000m, youtube.com, abgerufen am 16. Dezember 2021
- Most Controversial 10000m in Olympic History - Barcelona 1992, youtube.com, abgerufen am 7. Februar 2018